# Норт-Стар (тауншип, округ Браун, Миннесота)
Норт-Стар (англ. North Star) — тауншип в округе Браун, Миннесота, США. На 2000 год его население составило 325 человек.

## География
По данным Бюро переписи населения США площадь тауншипа составляет 91,6 км², из которых 91,6 км² занимает суша, а 91,6 км² — вода (91,6 км²).

## Демография
По данным переписи населения 2000 года здесь находились 325 человек, 105 домохозяйств и 93 семьи.  Плотность населения —  3,5 чел./км².  На территории тауншипа расположено 110 построек со средней плотностью 1,2 построек на один квадратный километр. Расовый состав населения: 97,85 % белых, 0,62 % азиатов, 0,92 % — других рас США и 0,62 % приходится на две или более других рас. Испанцы или латиноамериканцы любой расы составляли 0,92 % от популяции тауншипа.
Из 105 домохозяйств в 39,0 % воспитывались дети до 18 лет, в 82,9 % проживали супружеские пары, в 3,8 % проживали незамужние женщины и в 11,4 % домохозяйств проживали несемейные люди. 10,5 % домохозяйств состояли из одного человека, при том 2,9 % из — одиноких пожилых людей старше 65 лет. Средний размер домохозяйства — 3,10, а семьи — 3,34 человека.
32,6 % населения — младше 18 лет, 4,3 % — в возрасте от 18 до 24 лет, 28,0 % — от 25 до 44, 24,6 % — от 45 до 64, и 10,5 % — старше 65 лет. Средний возраст — 34 года. На каждые 100 женщин приходилось 98,2 мужчин.  На каждые 100 женщин старше 18 приходилось 104,7 мужчин.
Средний годовой доход домохозяйства составлял 45 938 долларов, а средний годовой доход семьи —  48 750 долларов. Средний доход мужчин —  28 125  долларов, в то время как у женщин — 24 250. Доход на душу населения составил 20 308 долларов. За чертой бедности находились 5,4 % семей и 5,5 % всего населения тауншипа, из которых 10,9 % младше 18 лет.